# Княжна Молдовска
Княжна Молдовска (на румънски: Doamna Chiajna, ок.1525 – 1588), с рождено име Ана или Анка, е княгиня на Влашко.

## Живот
Дъщеря на молдовския княз Петър IV Рареш и внучка на Стефан Велики, тя е омъжена за влашкия войвода Мирчо V Чобан през 1545 г. След смъртта на съпруга ѝ е регент на Влахия от 1559 до 1575 г. от името на малолетния им син Петру II Младия.
През 1552 г. тя открива едно от най-старите училища във Влашко в град Къмпулунг. През 1575 г. Княжна е депортирана от османците в Алепо, Сирия. Умира през 1588 г. и е погребана в Галата.

## Деца
От брака си с Мирчо Чобан Княжна Молдовска има седем деца:
- Петру II Младия, княз на Влашко (1559 – 1568);
- Александра (Руксандра) – омъжена за Георге Хрисоверги[3];
- Анка – омъжена за болярина Нягол[4];
- Марина – омъжена за Стамат Палеолог, племенник на вселенския патриарх Йоасаф II Константинополски[5];
- Добра – сгодена за молдовския княз Деспот Водя (1561 – 1563), но сватбата не се състояла[6]. По-късно през 1574 г. е дадена от майка си за жена на султан Мурад III и приема името Фюлане.[7][8] Умира през януари 1595 г., когато по заповед на следващия султан Мехмед III са екзекутирани другите синове на Мурад, както и петнадесет от наложниците му, които по това време са били бременни.[9] Възможно е Добра да е била една от тях, тъй като времето на смъртта ѝ съвпада.
- Мирчо – след като е изселен с част от семейството в Сирия, Мирчо приема исляма и името Ахмед[10];
- Раду – приема исляма и името Юсуф[11].